# Газіабад (місто)
Газіабад (англ. Ghaziabad, гінді ग़ाज़ियाबाद, урду غازی آباد, МФА: [ɣaːziːaːbaːd] ( прослухати)) — місто в індійському штаті Уттар-Прадеш, частина агломерації Делі. Місто розташоване на східному березі річки Хіндон, що відділяє його від Делі. Назва міста походить від імені його засновника, Газі-уд-діна, що надав йому назву ГазіуддіннаГар, але пізніше назву було скорочено. Зараз місто є великим промисловим центром, дорожнім та залізничним транспортним вузлом. Тут виробляють залізничні вагони, дизельні двигуни, велосипеди, ковдри, скляний та керамічний посуд, лаки і фарби, електроніку, зброю та інші вироби. На початку 21 століття тут було відкрито багато нових торгових центрів.